# Nehemiah Modubule
Nehemiah Mmoloki Modubule (n. Lobatse, 6 de febrero de 1958) es un contador y político botsuano que fue miembro de la Asamblea Nacional de Botsuana representando a la circunscripción de Lobatse entre 1999 y 2014, y líder de la Oposición entre 2003 y 2005. Fue también presidente del Movimiento por la Democracia de Botsuana entre 2022 y 2023. Una figura controvertida por su constante transfuguismo partidario, Modubule ha sido candidato en todas las elecciones generales de Botsuana desde 1984 en adelante en representación de hasta cuatro partidos políticos diferentes (BNF, PUSO, UDC y BMD), siempre en oposición al gobierno del Partido Democrático de Botsuana. En su última reelección en 2009, Modubule se convirtió en el primer candidato en ser electo para la Asamblea Nacional como independiente en la historia de Botsuana.

## Biografía
Modubule nació en Lobatse en 1958. Cursó sus estudios secundarios en la Madiba Secondary School y luego se matriculó en la Universidad de Botsuana y Suazilandia, donde se graduó en 1981 en la carrera de contabilidad y negocios. Entre 1985 y 1999 trabajó como gerente de recursos humanos en el Primer Banco Nacional de Botsuana, cargo que mantendría hasta su primera elección como miembro del Parlamento.
Tras finalizar sus estudios, Modubule se unió al Frente Nacional de Botsuana, principal partido de la oposición, y se presentó como candidato a la Asamblea Nacional por primera vez en las elecciones de 1984, en el distrito de Francistown. Dado que el Partido Popular de Botsuana era el partido opositor más fuerte en la región, Modubule obtuvo un pobre desempeño y se ubicó tercero con un 9,77% de los votos, aunque logró superar el porcentaje de votos requerido para retener su depósito. En las elecciones de 1989, Modubule se presentó como aspirante del BNF en la circunscripción de Lobatse/Barolong y esta vez se ubicó segundo con un 33,50%.
De cara a las elecciones de 1994, Lobatse se separó de Barolong al crearse una circunscripción separada para la ciudad. Modubule buscó ser candidato del BNF en las elecciones pero perdió las primarias del partido frente al sindicalista Otlaadisa Koosaletse. Modubule se separó del BNF y se presentó por su cuenta como candidato del minoritario Partido Socialista Unido, que hasta entonces era una fuerza integrante del BNF. Modubule obtuvo solo el 3,91% de los votos, no pudiendo siquiera retener su depósito, y Koosaletse de todas formas ganó el escaño por amplia diferencia. Luego de que Koosaletse abandonara el BNF en 1998 para unirse al Partido del Congreso de Botsuana liderado por Michael Dingake, Modubule retornó al BNF y esta vez consiguió ser candidato del partido en Lobatse. Beneficiado por la fuerte estructura del BNF en el sur del país, Modubule resultó electo con el 50,96% de los votos.
Después de ser elegido miembro del Parlamento, Modubule se convirtió en una figura importante dentro del BNF. Tras el retiro de Kenneth Koma del liderazgo del partido después de casi veinticinco años, Modubule lo sustituyó como líder de la Oposición en la Asamblea Nacional ya que su sucesor electo, Otsweletse Moupo, no era miembro. En las elecciones de 2004, Modubule retuvo el escaño de Lobatse con facilidad con un 50,04% de los votos, derrotando tanto al BDP como a Koosaletse (que era candidato presidencial del BCP). Dado que Moupo resultó derrotado en Selibe Phikwe West y se vio fuera del Parlamento, Modubule continuó siendo líder de la Oposición durante el siguiente año. Finalmente, en octubre de 2005, Moupo ganó una elección parcial en Gaborone West North y pudo asumir como líder de la Oposición, suplantando a Modubule. Modubule y Moupo sostuvieron un conflicto constante durante el resto de la legislatura. Modubule fundó la «Plataforma Temporal», un espacio de disidencia interna contra el liderazgo de Moupo en el BNF, al que acusó de ser ineficaz e incapaz de representar una alternativa viable al gobierno del BDP. Ante la creciente crisis interna del partido, Modubule y sus partidarios fueron expulsados en 2008 y se presentaron por fuera del BNF como independientes en las elecciones de 2009. Modubule fue el único de los candidatos de la Plataforma Temporal que retuvo su escaño, con un 42,75%, por una diferencia menor a 150 votos. El candidato del BDP, Moggie Mbaakanyi, impugnó el resultado exigiendo un recuento, pero el Tribunal Superior desestimó sus reclamos en enero de 2010.
Modubule más tarde se uniría al liberal Movimiento por la Democracia de Botsuana (BMD), facción disidente del BDP escindida del partido durante la presidencia de Ian Khama. El BMD llegó a un acuerdo con el BNF para fundar la coalición Paraguas para el Cambio Democrático o UDC con miras a las elecciones de 2014. Modubule buscó la reelección en Lobatse bajo la bandera de la UDC. A pesar del clima ampliamente desfavorable para el oficialismo nacional, de contar con el respaldo de casi todos los partidos opositores excepto el BCP y de haber retenido el escaño dos veces antes en condiciones mucho más complicadas, Modubule esta vez resultó derrotado por Sadique Kebonang, candidato del BDP, por un margen de 500 votos.
Luego de que el BMD fuera expulsado de la UDC por negarse a ceder escaños al BCP tras su adhesión a la coalición, Modubule permaneció en el partido y, cuando el partido decidió disputar solo las elecciones de 2019, fue su candidato nuevamente en Lobatse, obteniendo únicamente el 1,53% de los votos y perdiendo su depósito. A pesar de esta derrota, Modubule fue elegido sin oposición presidente del BMD en octubre de 2022, comprometiéndose a disputar solo las elecciones de 2024. Sin embargo, Modubule fue acusado de pretender «destruir» el BMD desde dentro y de tener intenciones de retornar al BNF y a la UDC, aunque este negó estas acusaciones. Finalmente, mostrándose pesimista sobre las perspectivas electorales del partido, Modubule renunció al liderazgo después de menos de un año y terminó entregando el control del partido al pastor Thuso Tiego en septiembre de 2023.